# Яків (Шубський)
Я́ків Шу́бський (Яків Олексійович Шубський, архімандрит Яків; пом. 1790) — архімандрит Російської православної церкви.

## Біографія
Яків Шубський, уродженець слободи Білка, Охтирського слобідського козацького полку, у дитячому віці завдяки своєму прекрасному голосу, був узятий у Придворну капелу. Коли Яків втратив голос, його призначили читцем, а потім ктитором придворної церкви.
Російська імператриця Єлизавета Петрівна благоволила до Якова Олексійовича Шубського і надала йому військовий чин бригадира. Після смерті імператриці Єлизавети, Яків Шубський покинув Петербург і оселився в сумському Успенському монастирі, де помер ієромонахом його батько, який раніше служив у середовищі білого духовенства.
У 1753—1760 роках Яків Олексійович Шубський збудував за свої кошти Храм над монастирською брамою і надав значну матеріальну підтримку монастирю у будівництві головного монастирського храму; келії для себе в монастирі він також побудував на свої кошти.
Через деякий час після поселення в монастирі прийняв чернецтво і був присвячений в ієромонаха.
За указом Святійшого Синоду 4 квітня 1787 року, Яків Шубський став ігуменом і призначений настоятелем монастиря. Коли в 1788 році сумський Успенський монастир був закритий з переформуванням його церкви у парафіяльну, ігумену Якову було дозволено залишатися у своїх келіях, з ім'ям ігумена заштатного старохарківського монастиря.
У листопаді 1789 року перейшов на проживання в село Токарі, Сумської округи, до поміщика майора Смагіна, де й помер 14 лютого 1790 року.